# Lunds fattigskola

Fattigskolans lokaler vid Magle Stora Kyrkogata från 1835. Foto av Per Bagge från omkring 1904.

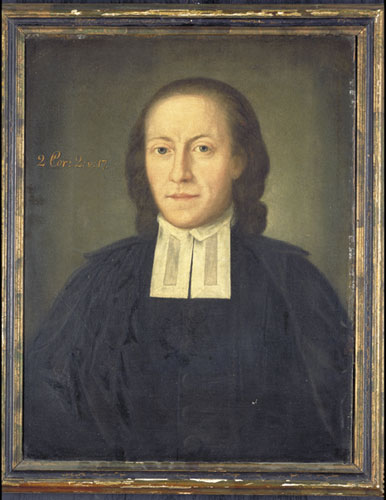
Förste komministern Henric Schartau var drivande vid fattigskolans kraftiga utveckling i början av 1800-talet.

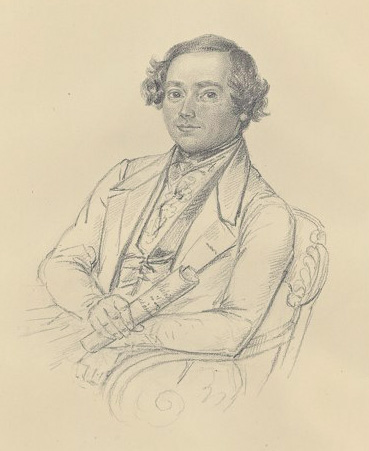
Johan Peter Cronhamn var biträdande lärare vid fattigskolan 1820–1821.

Lunds fattigskola var en tidig folkskola i Lunds stad, vilken existerade från 1700-talet till 1878, då den slutligt omvandlades från fattigskola till en vanlig allmän folkskola.
Det exakta tillkomståret för skolan är okänt. Dess existens är säkert belagd från 1766, men den var uppenbarligen redan då väl etablerad, och Gustaf Ernst har i sin historik över Lunds tidiga folkskolor antagit att skolan mycket väl kan ha börjat sin verksamhet redan i början av 1700-talet, då inspirerad av den tyske prästen och pedagogen August Hermann Franckes år 1695 grundade fattigskola i Halle. I början av 1800-talet var fattigskolan jämte Lunds universitet och Lunds katedralskola staden Lunds enda undervisningsanstalt. Från att vid denna tid nästan bara ha förmedlat undervisning i läsning och kristendomskunskap utökades studierna under 1800-talets första decennier till att även omfatta skrivning, räkning samt grundläggande historia och geografi.
Fattigskolan stod länge direkt under domkyrkans förvaltning, men från 1807 beslöts att dess medel för avlönande av skolmästaren skulle stå "under fattigdirektionens inseende". Skolans faktiske ledare vid denna tid var dock den för dess sak mycket engagerade förste komministern Henric Schartau. Under hans ledning utökades elevantalet kraftigt från bara som högst ett dussin till 150 stycken år 1835 (av vilka 30 à 40 även hade fria måltider). Skolan var öppen för såväl pojkar som flickor, och genom Schartaus försorg bereddes även barn från landsbygden utanför Lund möjlighet att få inackordering för att kunna gå i skolan. Schartau beredde också den sedermera kände kompositören och läraren vid Musikaliska akademien Johan Peter Cronhamn möjlighet att göra sina första lärospån som biträdande lärare vid skolan. 
Efter att länge ha fört en ambulerande tillvaro kunde skolan 1819 köpa egna lokaler i en befintlig envåningsbyggnad i hörnet av Klostergatan och Bytaregatan. Redan 1833 inköptes dock en tomt vid Magle Stora Kyrkogata i samma kvarter där redan stadens fattighus låg, och 1835 uppfördes här ett nytt skolhus i form av en tvåvåningsbyggnad i rött tegel. Den nya byggnaden togs i bruk i början av 1836. I byggnaden inrymdes även lokaler för fattigvårdsstyrelsens kok- och arbetsinrättning.
I och med 1842 års folkskolestadga beslöts att på orter där fler än en folkskola redan fanns så skulle dessa ställas under gemensam styrelse. Som ett resultat av detta ställdes fattigskolan 1846 under gemensam ledning med den 1827 inrättade Allmänna barnskolan i Lund och från 1853 samordnades även de båda skolornas ekonomi; samtidigt separerades undervisningen av pojkar och flickor. Fram till 1878 fortsatte fattigskolan dock att vara den skola som "medellösa föräldrars barn" anvisades till. Därefter övergick den tidigare fattigskolan till att bli en vanlig folkskola.  
Skolhuset från 1835 har sedermera om- och tillbyggts flera gånger. 1926 övertogs lokalerna, under namnet Laurentiiskolan, av lärlings- och yrkesskolorna i Lund. I modernare tid har huset bland annat fungerat som komvux under namnet Magleskolan, men utgör nu lokaler för delar av undervisningen vid gymnasieskolan Spyken.